# Kendari
Kendari este un oraș din Indonezia.